# Kuchyňská trouba
Kuchyňská trouba  je spotřebič používaný k pečení a ohřívání. Obvykle se takto připravuje maso, nákypy a pečivo, jako je chléb, koláče a jiné moučníky. V moderní době se trouba používá k vaření a ohřívání potravin v mnoha domácnostech po celém světě.
Moderní trouby jsou obvykle používají jako zdroj energie buď zemní plyn, nebo elektřinu, k dispozici jsou i modely na plyn v lahvích, které však nejsou běžné. Pokud je trouba obsažena v kompletním sporáku, může být palivo zdroj energie pro troubu stejný nebo odlišný od zdroje používaného pro hořáky v horní části sporáku.
Trouby mohou obvykle používat různé způsoby vaření. Nejběžnější může být ohřev trouby zespodu. To se běžně používá pro pečení a zapékání. Trouba může být také schopna ohřívat seshora a umožnit tak smažení nebo grilování. Lze použít i troubu s ventilátorem, která využívá malý ventilátor k cirkulaci vzduchu v pečicí komoře. Trouba může také poskytovat integrovaný otočný rožeň.
Trouby se liší způsobem ovládání. Trouby mají jednoduchý termostat, který troubu zapíná a vypíná a volí teplotu, při které bude pracovat. Časovač může umožnit automatické zapnutí a vypnutí trouby v předem nastavených časech. Sofistikovanější trouby mohou mít složité počítačové ovládání, které umožňuje širokou škálu provozních režimů a speciálních funkcí, včetně použití teplotní sondy, která troubu automaticky vypne, když je jídlo zcela upečené na požadovaný stupeň.